# Sparreholm

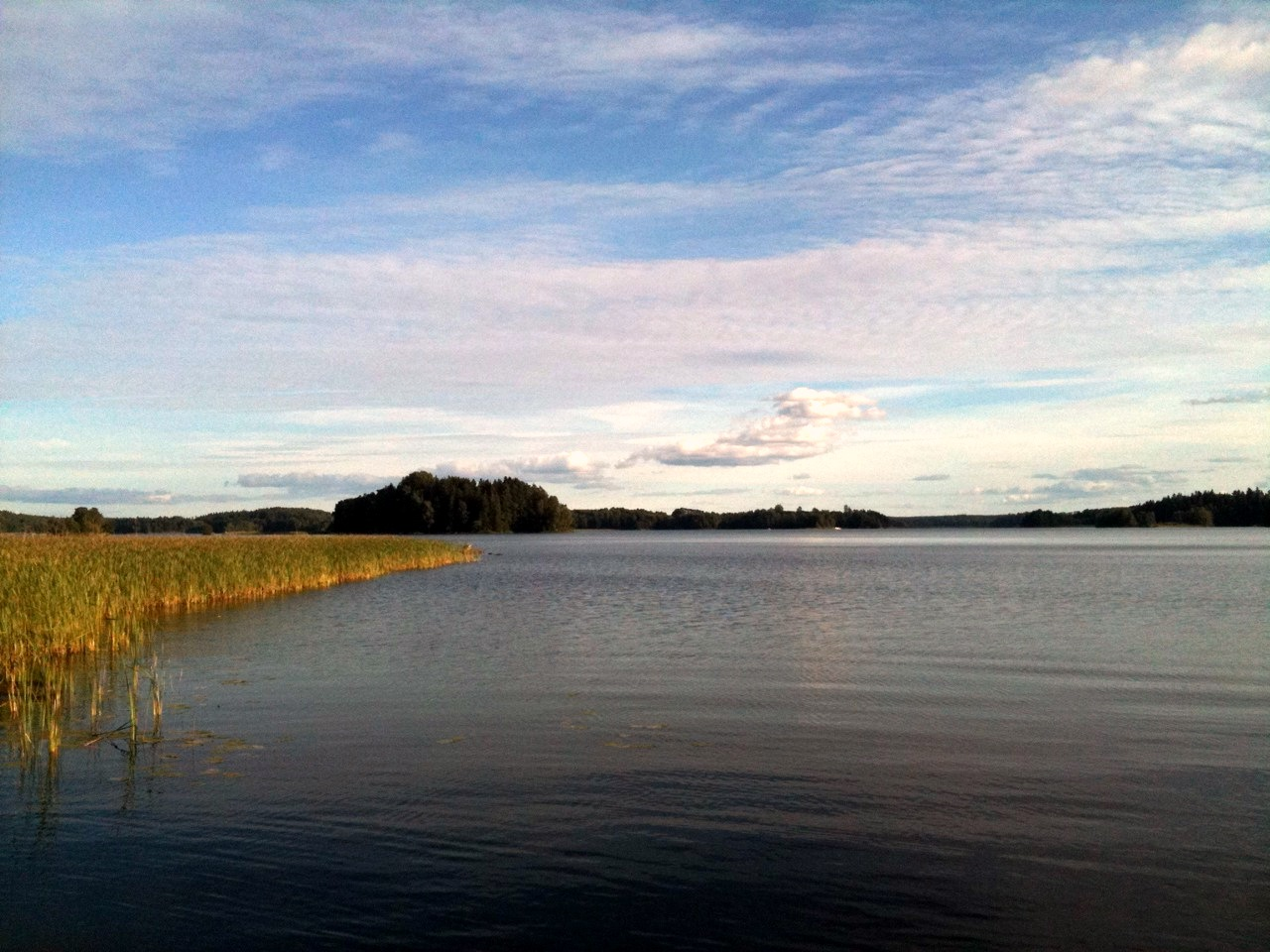
Lac de Sparreholm

Sparreholm est une municipalité suédoise située dans la commune de Flen dans le comté de Södermanland.
La principale activité de la ville est l'industrie du bois.

## Histoire

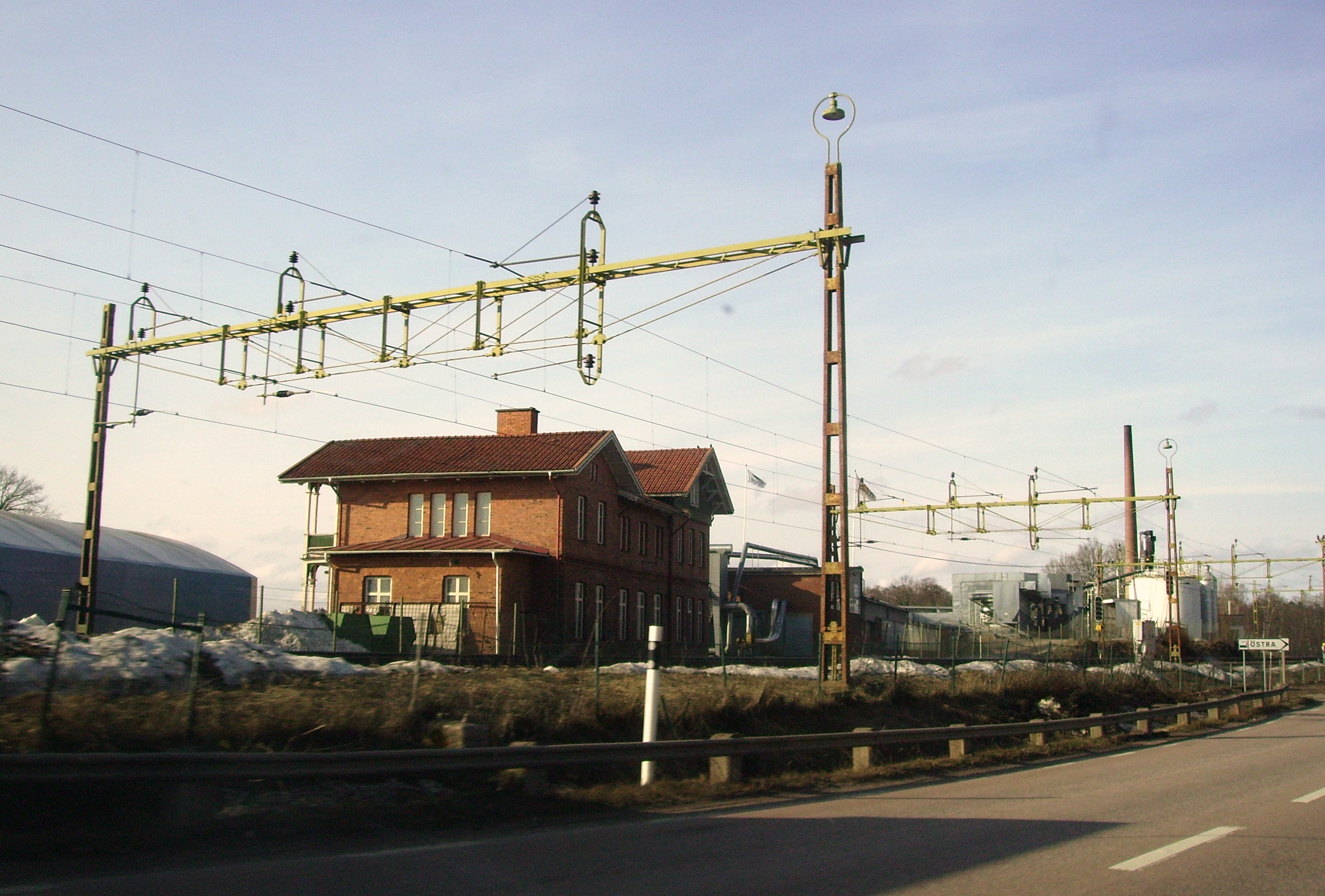

La ville s'est développée autour de la gare ferroviaire (ouverte en 1862) de la ligne principale de l'ouest ("Västra stambanan", reliant Stockholm à Göteborg) mais aujourd'hui, aucun train ne s'arrête à Sparreholm.

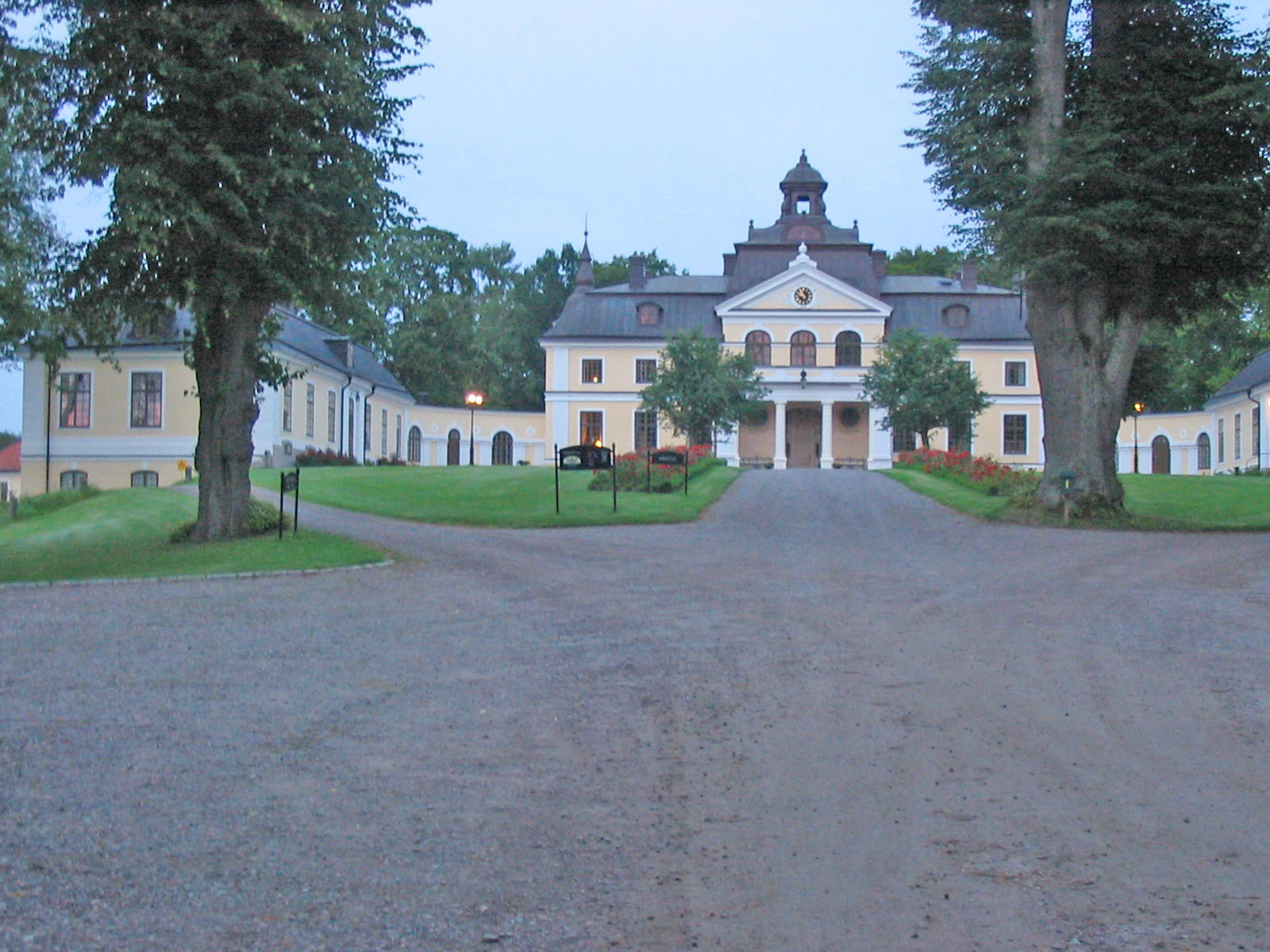
Au nord du village se trouve le château de Sparre.